# Plesiodactylactis
Plesiodactylactis is een geslacht van neteldieren uit de klasse van de Anthozoa (bloemdieren).

## Soort
- Plesiodactylactis laevis (Calabresi, 1928)